# Nicolás Francisco Ramírez
Nicolás Francisco Ramírez (Alejandro Korn, Buenos Aires, Argentina; 18 de febrero de 1988) es un futbolista argentino que se desempeña como delantero en el Club Deportivo Morón de la B Nacional de Argentina.

## Carrera
Ramírez debutó en Primera División el 14 de octubre de 2006 jugando en el Club Atlético Lanús frente a Quilmes, en la victoria de su equipo por 2:1. Convirtió su primer gol el 19 de abril de 2008 ante Racing, convirtiendo el tercer tanto de su equipo, que sirvió para igualar el partido 3:3 en el último minuto luego de ir 0:3. En ese torneo concretó dos anotaciones más en las derrotas ante Vélez Sarsfield y Arsenal. Sin embargo en la temporada 2008-09 no logró convertir ningún gol, lo que hizo que los dirigentes de Lanús negocien un préstamo con el entonces recién ascendido Chacarita Juniors. En 22 partidos convirtió un tanto, ante Boca Juniors en la victoria por 4:1.
Luego de su paso por Chacarita, volvió a Lanús pero no tuvo continuidad en el equipo, lo que provocó que a finales de 2010 fuera transferido al Manta Fútbol Club de Ecuador. Tras medio año en el exterior, volvió a Argentina para sumarse al Club Atlético Atlanta, con el cual disputó la Primera B Nacional. Luego de finalizar el campeonato pasó al Club Atlético Peñarol de Uruguay, donde debutó oficialmente el 6 de octubre frente a Central Español.
El 23 de julio de 2013 ficha para el Racing Athletic Club para disputar la temporada 2013-2014 del Torneo Argentino A.

## Clubes
| Club                                | País      | Año           | PJ | Goles |
| ----------------------------------- | --------- | ------------- | -- | ----- |
| Lanús                               | Argentina | 2006 - 2009   | 35 | 3     |
| Chacarita Juniors (cedido)          | Argentina | 2009 - 2010   | 22 | 1     |
| Lanús                               | Argentina | 2010          | 8  | 0     |
| Manta                               | Ecuador   | 2011          | 14 | 2     |
| Atlanta                             | Argentina | 2011 - 2012   | 24 | 3     |
| Peñarol                             | Uruguay   | 2012          | 1  | 0     |
| Racing Athletic Club                | Argentina | 2013 - 2014   | 25 | 1     |
| Club Atlético Unión (Mar del Plata) | Argentina | 2014-2015     | 56 | 7     |
| Club Atlético Los Andes             | Argentina | 2016-2017     | 28 | 0     |
| Club Deportivo Morón                | Argentina | 2017-presente | 42 | 5     |